# タランタスカ
タランタスカ（伊: Tarantasca）は、イタリア共和国ピエモンテ州クーネオ県にある、人口約2,100人の基礎自治体（コムーネ）。

## 地理

### 位置・広がり
| 隣接するコムーネは以下の通り。 - ブスカ - チェンタッロ - クーネオ - ヴィッラファッレット |

#### 地震分類
イタリアの地震リスク階級 (it) では、3 に分類される
。

## 行政

### 分離集落
タランタスカには、以下の分離集落（フラツィオーネ）がある。
- San Chiaffredo, Santa Cristina, Tasnere, San Defendente